# Mourão (gemeente)
Mourão is een plaats en gemeente in het Portugese district Évora.
De gemeente heeft een totale oppervlakte van 278 km² en telde 3230 inwoners in 2001.

## Kernen
- Granja
- Luz
- Mourão